# Bomba hidráulica de soga

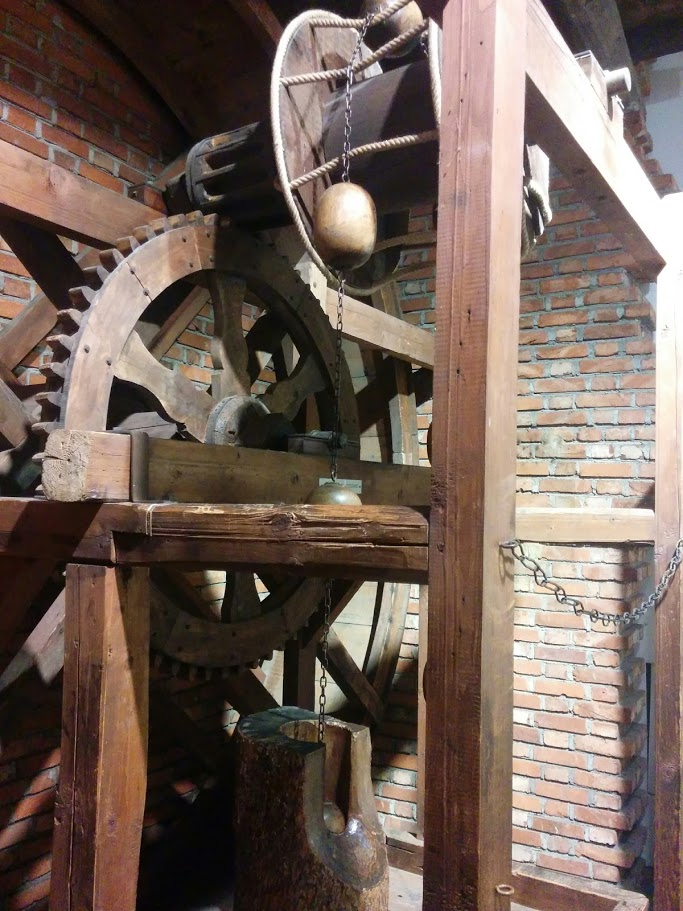
Bomba de soga en el Museo de la Ciencia de Milán

Una bomba de soga (también conocida como bomba de cuerda o bomba de mecate) es un tipo de bomba hidráulica en el que una cuerda colgante con sus extremos atados entre sí desciende a un pozo, desde donde se hace subir a través de una tubería larga con el fondo sumergido en el agua. En la cuerda, se fijan discos redondos o nudos del mismo diámetro que la tubería, que impulsan el agua hacia la superficie. Se usa comúnmente en los países en desarrollo tanto para el suministro comunitario como para el autoabastecimiento de agua, y se puede instalar en perforaciones o pozos excavados a mano.

## Descripción

Esquema de una bomba de soga

Una bomba de soga es un tipo de bomba hidráulica cuyo componente principal o más visible es una soga con sus extremos unidos entre sí que se utiliza para sacar agua de un pozo. Utilizadas a menudo en zonas en vías de desarrollo, su diseño más común consiste en una tubería de PVC y una cuerda con elementos insertados ("válvulas") flexibles o rígidos. Son baratas de construir y fáciles de mantener. Una bomba de soga alimentada por energía solar puede llegar a bombear 3000 litros de agua diarios desde 15 metros de profundidad usando un panel solar de 80 vatios.
Pueden funcionar con motores de gasolina/diésel de baja velocidad, electricidad, energía humana, viento y como ya se ha señalado, con energía solar.

## Historia
Las bombas de cadena o de soga fueron utilizadas por los chinos hace más de 1000 años. En la década de 1980, Reinder van Tijen, un inventor y activista de base, con el apoyo del "Royal Tropical Institute" de Ámsterdam, creó y comenzó a instruir a varias comunidades de todo el mundo sobre cómo fabricar una bomba de soga a partir de piezas sencillas disponibles utilizando tuberías y molduras de PVC. Comenzó en Burkina Faso en África, y continuó en Túnez, Tailandia y Gambia, entre otros países. En Nicaragua, la tecnología se introdujo alrededor de 1985 y para 2010 había unas 70.000 bombas instaladas. Se estima que se instalaron 20.000 en pozos para el suministro de agua comunal rural y más del 25% del suministro de agua rural se hizo con bombas de soga. Las otras 50.000 bombas se instalaron en pozos privados de familias rurales y agricultores, pagadas en parte o en su totalidad por las propias familias para su autoabastecimiento. Con posterioridad, empezaron a ser reemplazadas por bombas eléctricas para que las familias mejorasen su posición en  "la escalera del agua". También se utilizan en otras partes de Centroamérica, con más de 25.000 bombas instaladas hasta la fecha.
En África, el modelo mejorado de la bomba de soga se introdujo alrededor de 1995, pero en muchos países fracasó debido al uso de diseños obsoletos y a la falta de seguimiento a largo plazo de la calidad en la producción e instalación. Puede verse un artículo acerca de 130.000 bombas de soga instaladas en todo el mundo, publicado por R. Haanen. Para el año 2020, aproximadamente 5 millones de personas en 20 países de todo el mundo empleaban bombas de soga para usos domésticos y riego a pequeña escala.

## Construcción

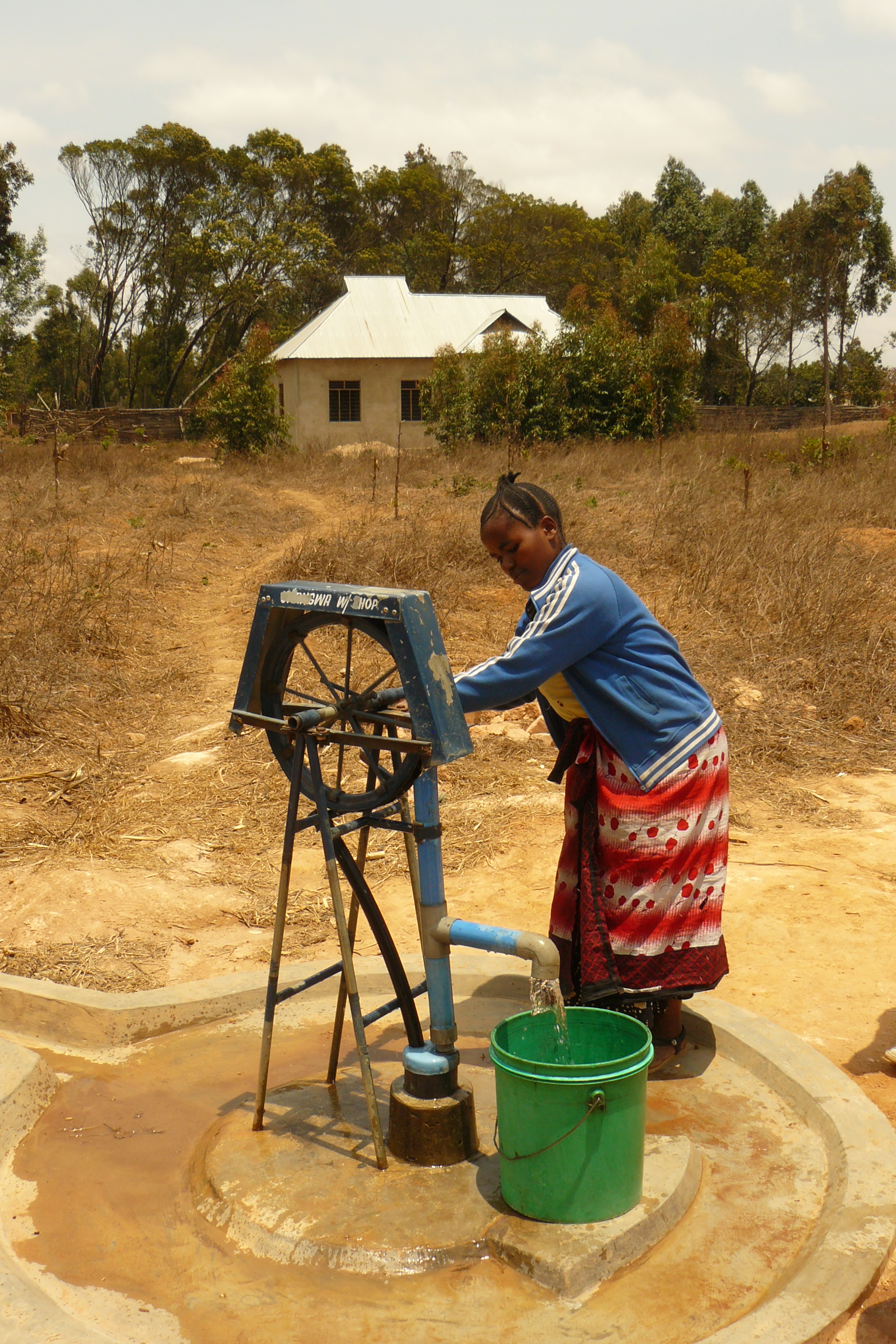
Ejemplo de una bomba de soga instalada en Tanzania

Las bombas de soga originales usaban nudos en la cuerda, pero se pueden fabricar con válvulas flexibles o rígidas insertadas en la cuerda en lugar de nudos. Alternativamente, pueden usar solo una cuerda, confiando simplemente en que el agua se adhiera a la cuerda a medida que se tira rápidamente de ella para hacerla circular hacia la superficie.

### Bomba de soga con válvulas flexibles
Las válvulas flexibles se pueden fabricar con piezas cortadas de cubiertas de ruedas de bicicleta, que se insertan aproximadamente cada 20 cm de distancia en la cuerda. Una desventaja de las válvulas flexibles es que deben tener el tamaño y el grosor apropiados para diferentes tipos, tamaños y longitudes de tuberías.

### Bomba de soga con válvulas rígidas
También se utilizan válvulas rígidas confeccionadas con arandelas de plástico o metal que encajan firmemente en la tubería de PVC a medida que se arrastra la cuerda. Si el ajuste es preciso, las arandelas se pueden espaciar hasta medio metro de distancia. Cuanto más profundo sea el pozo, menor debe ser el diámetro interior de la tubería, dadas las limitaciones de energía disponible. Estas bombas de soga a menudo funcionan con una manivela.
Las válvulas también se pueden hacer con nudos en la propia cuerda.

### Bomba de soga sin válvulas
Las bombas sin válvulas se basan en la fricción con el agua adherida a la cuerda, que se hace circular a alta velocidad, a menudo usando una bicicleta para producir la velocidad requerida. Es un diseño menos eficiente pero más simple de construir que las otras bombas de soga.

## Propiedad intelectual
La tecnología de las bombas de soga es de dominio público y no hay patentes pendientes sobre ella.